# Burtenbach
Burtenbach – gmina targowa w Niemczech, w kraju związkowym Bawaria, w rejencji Szwabia, w regionie Donau-Iller, w powiecie Günzburg. Leży około 19 km na południowy wschód od Günzburga, nad rzeką Mindel.

## Demografia
| Rok  | Liczba mieszk. |
| ---- | -------------- |
| 1970 | 2 721          |
| 1987 | 2 990          |
| 2000 | 3 344          |

## Polityka
Wójtem gminy jest Roland Kempfle, rada gminy składa się z 16 osób.
|      | FWG | Bürgerliste | FWG Kemnat | Bürgerblock Oberwaldbach | Bürger reden mit | Razem |
| 2008 | 4   | 4           | 2          | –                        | 6                | 16    |
| 2002 | 4   | 2           | 3          | 2                        | 5                | 16    |